# Rawthey Gill
Der Rawthey Gill ist ein Wasserlauf in Cumbria, England. Der Rawthey Gill entsteht auf dem Baugh Fell aus verschiedenen Quellen, von denen einige in den East Tarns auf dem Gipfelplateau sind. Der Rawthey Gill fließt in nördlicher Richtung vom Berg hinunter und vereinigen sich am Fuß des Baugh Fell mit dem Haskhaw Gill zum River Rawthey.